# Багратион-Мухранские
Багратион-Мухранские — грузинская аристократическая фамилия, боковая ветвь царской династии Багратионов. В начале XVI века царевич Баграт получил в наследственное владение область Мухрани, расположенную в царстве Картли, в центральной части Грузии.
Старшая ветвь дома Мухранских, ныне угасшая, дала пять царей Картли в 1658—1724 годах. Её потомки, переселившиеся в Россию, получили титулы князей Грузинских (груз. გრუზინსკი) и князей Багратион (груз.  ბაგრატიონი).
Другая ветвь, сохранявшая власть в Мухранском княжестве до 1801 года, стала известна среди российской знати как Багратион-Мухранские и продолжает существовать в настоящее время. С 1942 года князья Багратион-Мухранские (груз. გრუზინსკი) считают себя главами Царского дома Грузии в силу того, что остаются генеалогически старшей сохранившейся линией династии Багратиони, что генеалогически не подтверждается.
Род был признан в княжеское достоинство Российской империи в 1850 году указом императора Николая I Романова.

## История

### Ранние годы
В 1513 году царь Картли Давид X пожаловал в удельное владение Мухрани своему младшему брату Баграту (ок. 1487—1539), чтобы обеспечить себе поддержку от посягательств другого грузинского правителя, царя Кахетии Георгия II.

Постепенно князья Мухранские, воспользовавшись слабостью царской власти, превратили свою вотчину в автономное владение (сатавадо), став князьями (тавади), таким образом обособившись от царской династии Багратионов в новый род.  

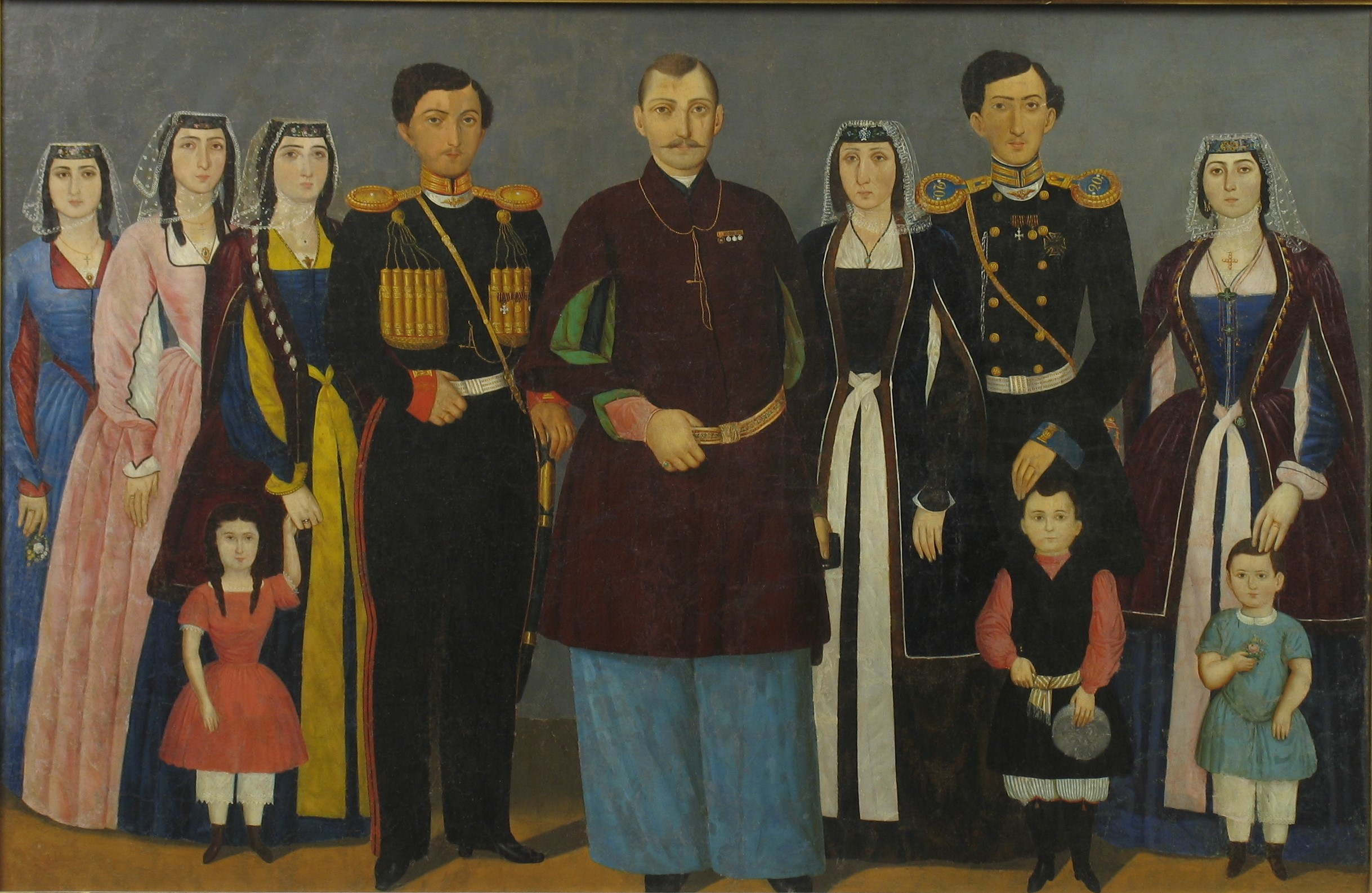
Князь Николас Багратион-Мухранский со своей семьей

После смерти царя-хана Картли Ростома (1633—1658), не имевшего наследников, его приёмный сын Вахтанг, князь Мухранский (1618—1675), стал царем Картли под именем Вахтанга V, он же Бахута (1658—1675).
Мухранский удел Вахтанг передал своему младшему брату Константину I (ок. 1622—1667), который стал предком всех последующих князей Мухранских.
Потомки царя Картли Вахтанга V, старшая ветвь дома Картли, удерживали престол Картли до 1724 года, когда после вторжения турок-османов царь Вахтанг VI вместе со своей семьей вынужден был бежать из Грузии в Россию. Они образовали две линии в изгнании, пополнив ряды русской княжеской знати.
Одни из них, князья Грузинские, происходили от сына Вахтанга, царевича Бакара (1699—1750), и угасли в 1892 году.
Другие, князья Багратион, вели своё происхождение от Александра Иессевича, потомка царя Картли Иессея, который позднее принял ислам под именем Али-Кули-хан (ок. 1705—1773), племянника Вахтанга VI. Внуком Александра был известный русский генерал, князь Петр Иванович Багратион, герой Отечественной войны 1812 года. Представители этой линии угасли в мужском поколении в 1920 году после смерти братьев Дмитрия и Александра, которого расстреляли большевики в ялте в 1920 году.

### Присоединение к Картли-Кахетинскому царству
Царский престол Картли в конце концов перешел к представителям династии Багратиони из царства Кахети. Этот новый царский дом объединил царства Картли и Кахети в единую монархию.
Потомки князя Константина Мухранского предпочли остаться в Картли, а не следовать за Вахтангом VI Законоиздателем в Россию. Они продолжали управлять Мухранским княжеством под властью кахетинских Багратиони, а также занимали наследственные должности генерального магистра царского двора и командующего ополчением Верхней Картли.
После присоединения Грузии к Российской империи в 1801 году Мухранское княжество перестала существовать как автономная территория в составе Грузии.

### В Российской империи
Князья Грузинские и Князья Мухранские (Мухранбатони) сохранили автономию своих владений и были признаны как князья Российской Империи в 1825 (Князья Грузинские) и 1850 годах (Князья Багратион-Мухранские).

### В ГССР и после
Мужская линия старшей ветви князей Картлийских прервалась в 1920 году с расстрелом князя Александра большевиками в ялте.
После захвата Грузии большевиками семья Багратион-Мухранских переехала в Европу в 1930 году.
В 1942 году князь Ираклий Георгиевич Багратион-Мухранский (1909—1977), проживавший в Испании, объявил себя Главой Грузинского царского дома и активно поддерживался международными монархическими образованиями.
В настоящее время Главой княжеского дома царского рода Грузии является его внук, князь Давид Георгиевич Багратион-Мухранский (род. 1976), репатриировавшийся в Грузию в 2004 году вместе со своим отцом, князем Георгием.
Соперниками Багратион-Мухранских в их претензиях на грузинский царский престол был светлейший князь и царевич Нугзар Петрович Багратиони-Грузинский (1950-2025), последний мужской потомок последнего монарха Картли-Кахетинского царства Георгия XII.

## Междинастический брак
8 февраля 2009 года в кафедральном соборе Самеба в Тбилиси светлейшая княжна Анна Нугзаровна Багратион-Грузинская (род. 1976), старшая дочь князя Нугзара Петровича Багратион-Грузинского, разведённая учительница и журналистка, имевшая от первого брака двух дочерей, вышла замуж за князя Давида Георгиевича Багратиона-Мухранского.
Этот брак соединил две линии грузинской царской династии, князей Багратион-Мухранских и князей Багратион-Грузинских. На свадьбе присутствовало 3000 гостей, официальные лица и иностранные дипломаты. Это событие также было широко освещено в грузинских СМИ.
Значение этой династического брака заключалось в том, что на фоне потрясений и политической ангажированности, которые будоражили Грузию с момента обретения независимости в 1991 году, патриарх Илия II Грузии публично призвал к восстановлению монархии в качестве пути к национальному единству в октябре 2007 года. Возникла конкуренция среди князей и сторонников царской династии, поскольку историки и правоведы обсуждали, какие из Багратиони имеют больше наследственных прав на царский престол, который остается вакантным два столетия. Некоторые грузинские монархисты поддерживают линию светлешей князей и царевичей Багратион-Грузинских, а другие — ветвь князей Багратион-Мухранских. Обе ветви ведут своё происхождение от последнего царя единого Грузинского государства, Александра I.
Линия князей Багратион-Мухранских является боковой ветвью Багратионов из Картлийского царства и с начала XX века считается генеалогически старшей среди династии Багратионов, что генеалогически не подтверждается.
В 1724 году цари из ветви Багратион-Мухранских потеряли власть в царстве Картли и угасли в 1919 году.
Линия светлейших князей Багратион-Грузинских, которая генеалогически младше князей Мухранских, правила в царстве Кахети вплоть до ее аннексии.
В 1762 году предки Багратион-Грузинских объединили под своей властью Картли-Кахетинское царство и сохранили свою власть до российской аннексии в 1800 году.
Князь Давид Георгиевич Багратион-Мухранский является единственным членом ветви Багратион-Мухранских, который сохраняет гражданство Грузии и проживает на родине предков после смерти своего отца, князя Георгия Багратион-Мухранского в 2008 году. Помимо своего неженатого старшего брата, князя Ираклия Георгиевича (род. 1972), князь Давид Багратион-Мухранский является наследником удельных владетелей Мухранского княжества, а его тесть, светлейший князь Нугзар Петрович Багратион-Грузинский (род. 1950), является последним мужским потомком последнего царя Картли-Кахетинского царства, Георгия XII.
Брак между старшей дочерью светлейшего князя Нугзара Багратиони-Грузинского и князем Давидом Георгиевичем Багратион-Мухранским должен был разрешить многовековое соперничество двух ветвей одной династии на грузинский царский престол, который разделил грузинских монархистов. Их единственный сын, князь Георгий Багратион (род. 27 сентября 2011), является наследником мужского рода дома князей Мухранских, получивший двойную фамилию в знак объединения ветвей, и с точки зрения преемственности, является бесспорным претендентом на гипотетический грузинский престол, но только в том случае, если он примет фамилию при достижении совершеннолетия Багратиони-Грузинского, и таким образом, продолжит царскую линию династии Багратионов. Аналогия проводится с Давидом III Куропалатом и Багратом III, который был усыновлен Давидом и продолжил его линию. Однако, даже в случае отказа претендента на гипотетический престол, с точки зрения грузинского династического закона, продолжить царскую линию династии может любой другой Багратион, усыновленный представителем царствующей ветви, будь то князья Багратиони-Давитишвили, Багратиони-Бабадишвили, и с этой точки зрения они будут более легитимными претендентами на престол общей грузинской короны, поскольку являются прямыми потомками последнего общегрузинского царя, а не региональных, как предки князей Мухранских.

## Список князей Багратион-Мухранских

### Мухранбатони (Мухранбатонишвили; Багратион-Мухранские; 1512—1801)
- Баграт I Мухранбатони — князь (1512—1539), сын царя Константина II
- Вахтанг I Мухранбатони — князь (1539—1580), сын Баграта
- Ашотан I Багратион-Мухранский (ум. 1561), младший брат и соправитель Вахтанга (1539—1561)
- Ираклий I Багратион-Мухранский — князь (1581 — ок. 1605), племянник Вахтанга
- Теймураз I Багратион-Мухранский — князь (ок. 1605 — 1625), сын Вахтанга
- Кайхосро Мухранбатони — князь (1625—1626), брат Теймураза I
- Вахтанг II Багратион-Мухранский — князь (1629—1658), сын Теймураза I, царь Грузии Вахтанг V (с 1658)
- Константин I Багратион-Мухранский — князь (1658—1667), брат Вахтанга
- Теймураз II Багратион-Мухранский — князь (1667—1688), сын Константина
- Ашотан II Багратион-Мухранский — князь (1688—1692), сын Кайхосро
- Папуа Багратион-Мухранский — князь (1692—1696), сын Константина
- Константин II Багратион (Мухранский) — князь (1696—1700), сын Теймураза II
- Иессе Багратион-Мухранский — князь (1700—1709), сын Ашотана
- Ираклий Мухранбатони — князь (1717—1719), сын Константина I
- Леван Багратион-Мухранский — князь (1719—1721), сын Папуа
- Мамука Багратион-Мухранский — князь (1730—1735), сын Ираклия
- Константин III (Константинович) Багратион (Мухранский) — князь (1735—1756), сын Константина II
- Симон Леванович Насахчибаши — князь (1756—1778), сын Левана
- Иоанэ Мухранский — князь (1778—1800), сын Константина III
- Константин Иоаннович Багратион (Мухранский) — князь (1801)

1801 — княжеский удел упразднен Российской Империей.

### Главы княжеского дома (1801—1918)
- 1801—1842: Константин IV (1782—1842), старший сын Ивана Константиновича Багратиона-Мухранского (1755—1801)
- 1842—1895: Иван (1812—1895), старший сын предыдущего
- 1895—1903: Константин[англ.] (1834—1903), единственный сын предыдущего
- 1903—1918: Александр (1853—1918), старший сын князя Ираклия Константиновича (1813—1892), внук Константина Ивановича Багратиона-Мухранского.

### Претенденты на главенство в царском доме (1918 — настоящее время)
- 1918—1957: Георгий (1884—1957), единственный сын предыдущего
- 1957—1977: Ираклий (1909—1977), единственный сын предыдущего
- 1977—2008: Георгий (1944—2008), старший сын предыдущего
- 2008 — настоящее время: Давид (род. 1976), второй сын предыдущего[16]
  - наследник: Георгий (род. 2011), единственный сын предыдущего.